# Kerkhof van Vergetot
Het Kerkhof van Vergetot is een begraafplaats in het Franse dorp Vergetot (departement Seine-Maritime). Ze ligt in het centrum rond de Église Saint-Pierre en is gedeeltelijk omgeven door een bakstenen muur en een haag. Links vooraan bij de ingang staat een monument voor de gesneuvelde dorpelingen uit de Eerste Wereldoorlog.

## Britse oorlogsgraven
Op het kerkhof liggen twee gesneuvelden militairen uit de Tweede Wereldoorlog. Het zijn de Brit Herbert Beaumont Pounder, sergeant bij de Royal Air Force en de Canadees Harold Lynn Rogers, adjudant bij de Royal Canadian Air Force. Zij crashten met hun De Havilland Mosquito op 25 augustus 1944. Hun graven worden onderhouden door de Commonwealth War Graves Commission en zijn daar genoteerd onder Vergetot Churchyard.